# Antonín Schubert
Antonín Schubert (6. března 1960 Karlovy Vary – 28. prosince 2022 Strakonice) byl dlouholetý starosta Modravy a předseda Svazu šumavských obcí.
Narodil se v Karlových Varech, dětství strávil v Krušných horách. Od svých patnácti let žil na Modravě, kde po vystudování lesnického učiliště pracoval jako hajný. Starostou obce Modrava byl od roku 1994 do roku 2022. V éře starosty Schuberta se na Modravy přistěhovali bohatí obyvatelé a obec od roku 2008 získala na základě rozpočtového určení daní stovky milionů korun. S volnými prostředky začala obec podnikat riskantní finanční operace, přičemž podle starosty Jaroslava Doležala měl Antonín Schubert na investování těchto peněz klíčový vliv.